# Иманова, Симара Джамаладдин кызы
Симара Джамаладдин кызы Иманова (род. 1975, Алигуллар, Имишлинский район) — азербайджанская певица-ханенде, народная артистка Азербайджана (2012).

## Биография
Родилась в 1975 году в селе Алигуллар Имишлинского района. 
В 1994 году поступила в музыкальный техникум имени А. Зейналлы, обучалась в классе народного артиста Агахана Абдуллаева. Окончила бакалавриат и магистратуру в Азербайджанском государственном университете культуры и искусств.
Выступала на сцене Азербайджанского государственного театра оперы и балета, с успехом воплотила на сцене образ Лейли из оперы У. Гаджибекова «Лейли и Меджнун». Ведет концертную и гастрольную деятельность, выступала во Франции, США, Нидерландах, Южной Корее, Узбекистане, Грузии, России, Иране, Турции, Германии и других странах. В 1997 году принимала участие в фестивале «Восточные мелодии», проходившем в городе Самарканде, где удостоена высшей награды фестиваля.
На данный момент ведет преимущественно научную и педагогическую деятельность: защитила диссертацию на соискание степени доктора философии в области искусствоведения, занимает пост доцента Азербайджанского государственного университета культуры и искусств, преподает там мугам. 

## Награды и заслуги
- Народная артистка Азербайджана (14 сентября 2012 года)[1]
- Заслуженная артистка Азербайджана (1997 год)
- Премия Президента Азербайджанской Республики (30 апреля 2014 года,[2] 6 мая 2015 года,[3] 6 мая 2016 года,[4] 1 мая 2017 года[5] и 9 мая 2018 года)[6]